# 砲灰
砲灰是非正式軍事用語，指被看作是面對敵人砲火下可消耗的軍人。這個詞一般用在倚靠希望渺茫的機會下戰鬥的士兵（可預見將遭受嚴重傷亡），以努力實現戰略目標。第一次世界大战的壕溝戰就是一個例子。這個詞也可以使用來（有貶義）區分步兵與其他兵種（像是砲兵、空軍或海軍），或將容易損耗的低階士兵、經驗不足的新兵，與更有價值有经验的老兵、軍官做出區別。這詞彙也不代表衝鋒隊，後者通常有充分的準備或是豐厚報酬。
英語「Cannon fodder」的「fodder」意指「饲料」，暗喻士兵是敵方大砲下的餌食。

## 人海戰術
人海戰術，是一種大批兵力以密集隊形正面攻擊對方戰線的戰術。具體形式是以大量密集步兵向對方衝鋒，目的是衝入對方戰線，以近戰使得對方難以靠火力殲敵。當對方炮火猛烈時，此一作法形同將己方步兵充當炮灰。